# La Chapelle-de-Brain
La Chapelle-de-Brain is een gemeente in het Franse departement Ille-et-Vilaine (regio Bretagne). De plaats maakt deel uit van het arrondissement Redon. La Chapelle-de-Brain telde op 1 januari 2022 1.107 inwoners.

## Geografie
De oppervlakte van La Chapelle-de-Brain bedroeg op 1 januari 2022 17,65 vierkante kilometer; de bevolkingsdichtheid was toen 62,7 inwoners per km².

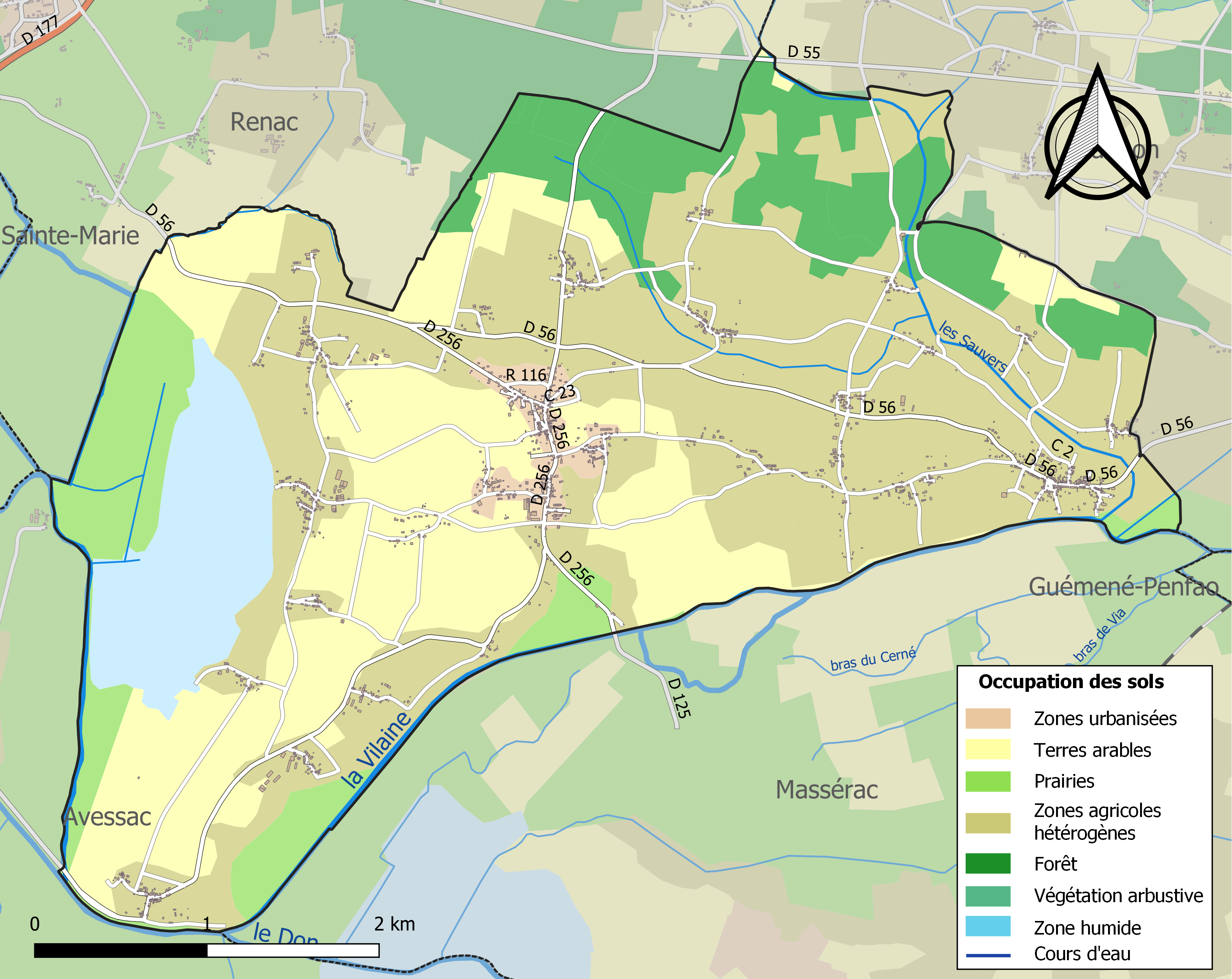
Kaart van de gemeente met belangrijkste infrastructuur, bodemgebruik en omliggende gemeenten

## Demografie
Onderstaande figuur toont het verloop van het inwonertal (bron: INSEE-tellingen).